# Jenny Milewski
Jenny Milewski, född 24 juli 1971 i Avesta, är en svensk skräckförfattare,   bosatt i Hjärup. Milewski studerade till civilekonom vid Linköpings universitet och arbetar nu som copywriter. Hon debuterade 2012 med boken Skalpelldansen.